# Crossopalpus
Crossopalpus är ett släkte av tvåvingar. Crossopalpus ingår i familjen puckeldansflugor.

## Bildgalleri

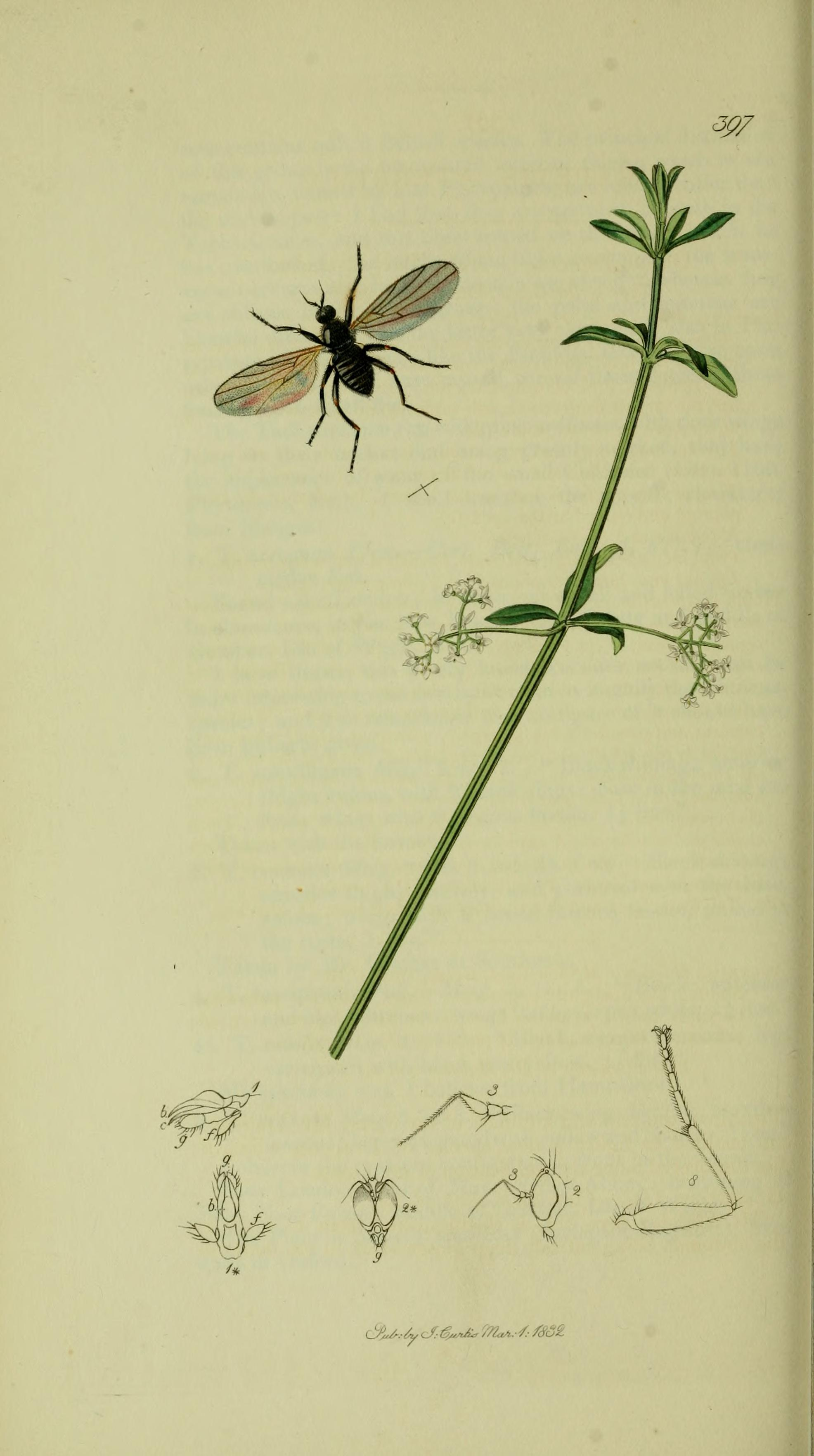

## Dottertaxa tillCrossopalpus, i alfabetisk ordning[1][2]
- Crossopalpus abditus
- Crossopalpus aeneus
- Crossopalpus ambiguus
- Crossopalpus armata
- Crossopalpus bisetus
- Crossopalpus bonomettoi
- Crossopalpus brunnipes
- Crossopalpus chvalai
- Crossopalpus cookiensis
- Crossopalpus cruciatus
- Crossopalpus curvineris
- Crossopalpus curvinervis
- Crossopalpus curvipes
- Crossopalpus demartini
- Crossopalpus dilutipes
- Crossopalpus discalis
- Crossopalpus diversipes
- Crossopalpus emiliae
- Crossopalpus facialis
- Crossopalpus flavipalpis
- Crossopalpus flexuosus
- Crossopalpus giordanii
- Crossopalpus gobiensis
- Crossopalpus humilis
- Crossopalpus inculta
- Crossopalpus insularis
- Crossopalpus kaszabi
- Crossopalpus kraussi
- Crossopalpus lata
- Crossopalpus loewi
- Crossopalpus medetera
- Crossopalpus minimus
- Crossopalpus mongolicus
- Crossopalpus montalentii
- Crossopalpus nigritellus
- Crossopalpus parvicornis
- Crossopalpus phaeopterus
- Crossopalpus pilipes
- Crossopalpus rossii
- Crossopalpus scissa
- Crossopalpus setiger
- Crossopalpus simplex
- Crossopalpus sinensis
- Crossopalpus smithi
- Crossopalpus spectabilis
- Crossopalpus subaenescens
- Crossopalpus subsetiger
- Crossopalpus unipila
- Crossopalpus yunnanensis